# Hawtai
Hawtai — китайская автомобилестроительная компания со штаб-квартирой в Пекине и производственными мощностями в Ордосе, Внутренней Монголии и Жунчэне. С 2002 по 2010 год компания сотрудничала с Hyundai Motors, выпуская автомобили для рынка материкового Китая.
По состоянию на 2010 год, сообщалось, что производственная мощность компании Hawtai составляла 530000 единиц в год. В отличие от конкурентов, Hawtai выпускает также дизельные двигатели. Также компания поставляет автомобили в КНР.

## История
Компания Hawtai основана в 2000 году. По состоянию на май 2011 года, компания принадлежит китайскому предпринимателю Чжану Сюгэню. В 2003 году первой моделью компании стал Hawtai Terracan. В 2010 году в модельный ряд были добавлены седаны.
В мае 2011 года компания Hawtai планировала вложить в капитал Spyker Cars 150 миллионов евро в обмен на производство Saab 9-3, однако сделка была сорвана.
В 2011—2012 годах планировалось сотрудничество с компанией Proton, однако оно не было осуществлено.

## Продукция
В настоящее время компания Hawtai производит следующие автомобили:

### EV
- Shengdafei 2 XEV360
- Shengdafei 5 XEV260
- Shengdafei 5 XEV480
- Shengdafei 7 XEV520
- Lusheng S1 iEV360
- Lusheng S1 EV160B
- Lusheng S1 EV160R
- Lusheng S5 iEV230

### ICE
- Shengdafei 5
- Shengdafei 7
- Lusheng S5

### Модели, снятые с производства
- B11 (1,8—2,0 л)
- B21/E70 (2,0 л Mitsubishi 4G63 и 1,5 л 4G94D)[12]
- Bolgheri (1,8—2,0 л)
- Shengdafei (1,8—2,0 л)
- Terracan (2,4 л)

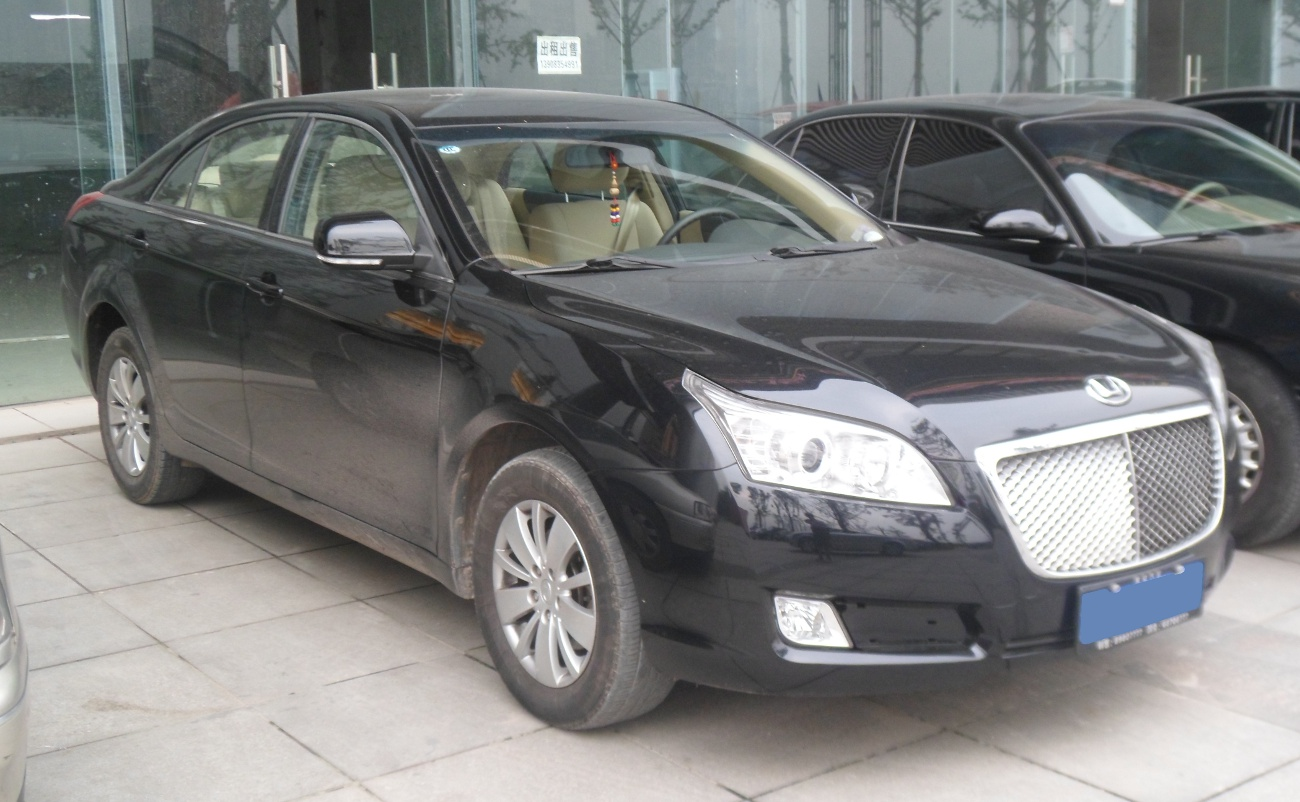
Hawtai B11
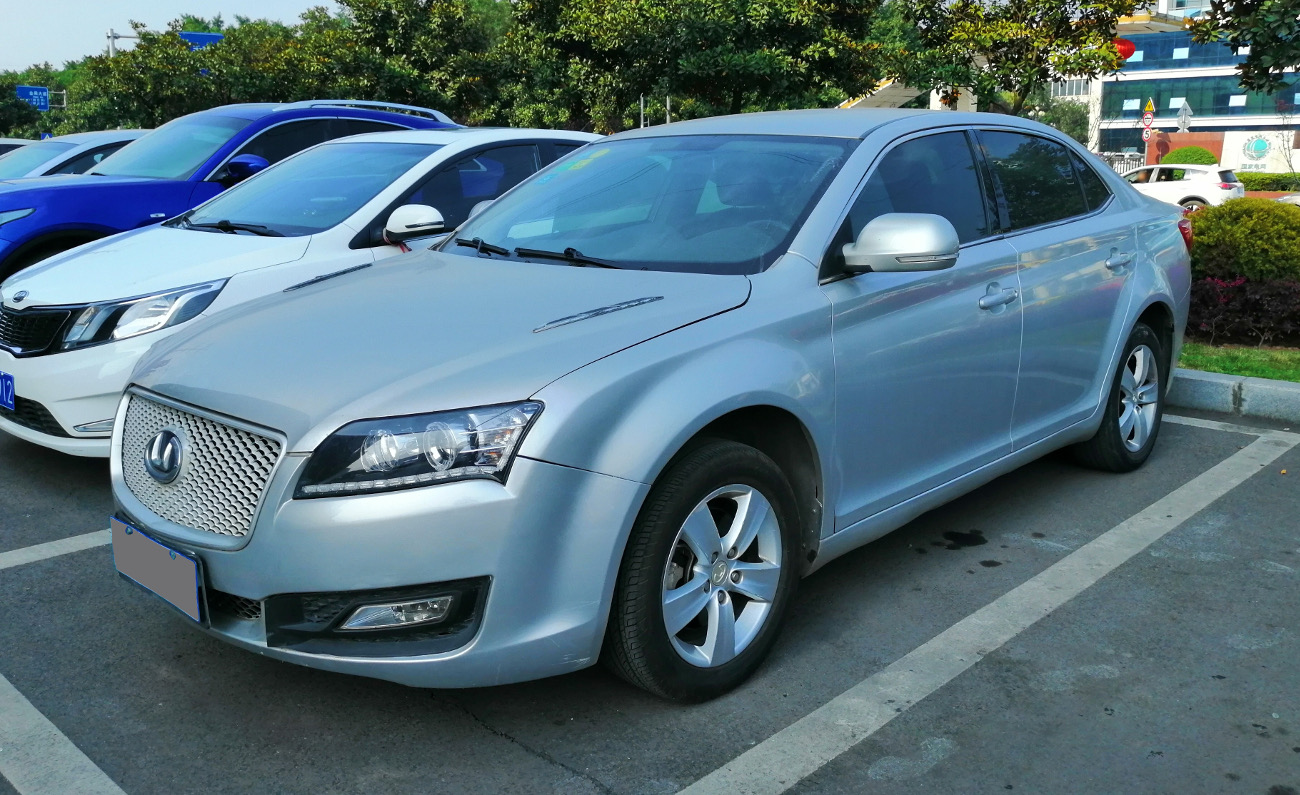
Hawtai E70
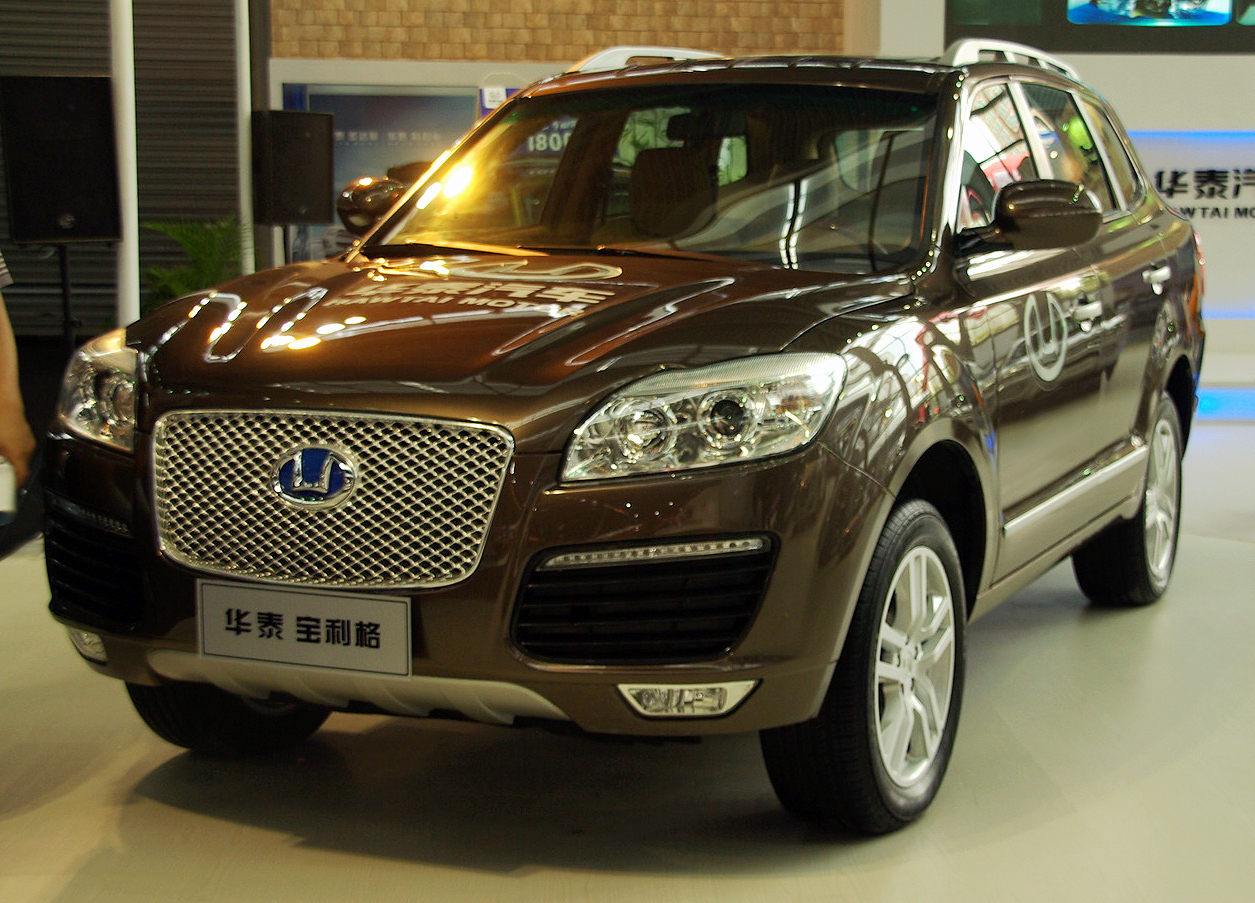
Hawtai Bolgheri B35
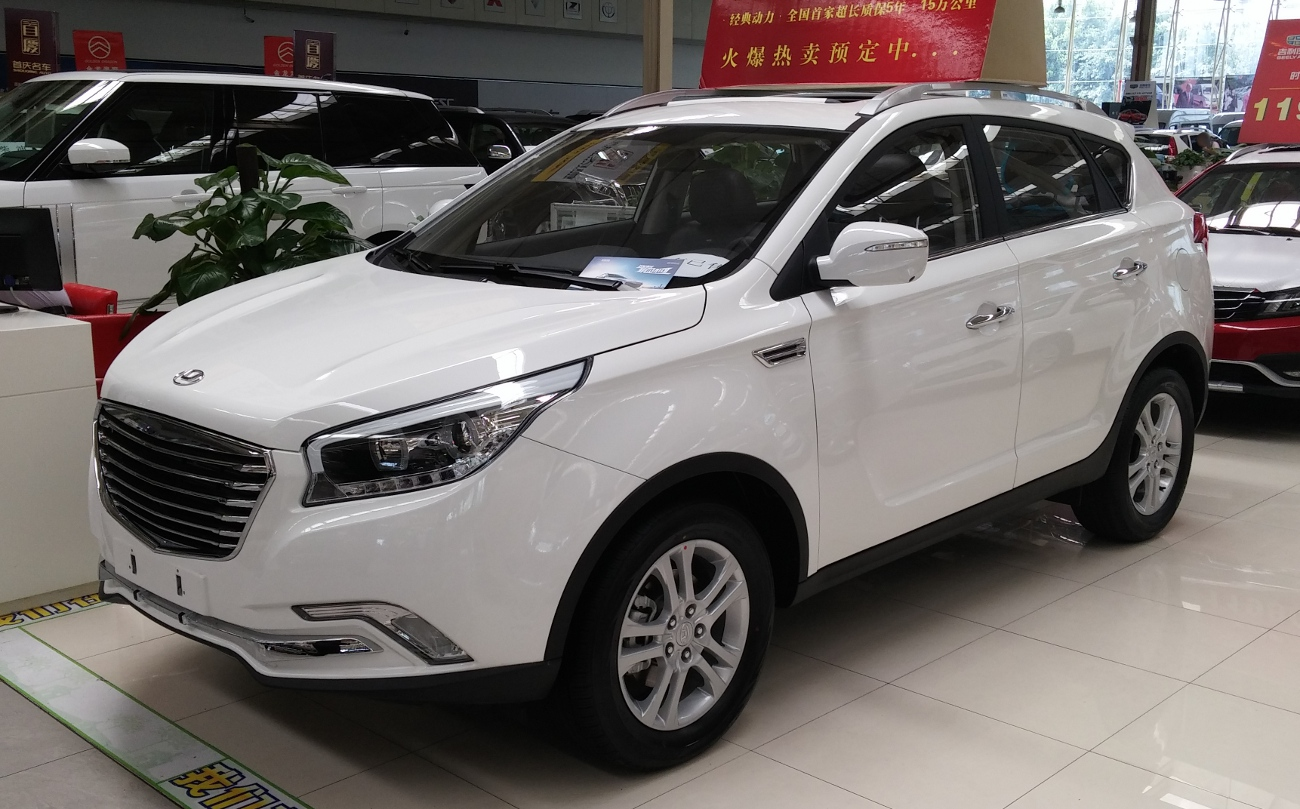
Hawtai Shendafei
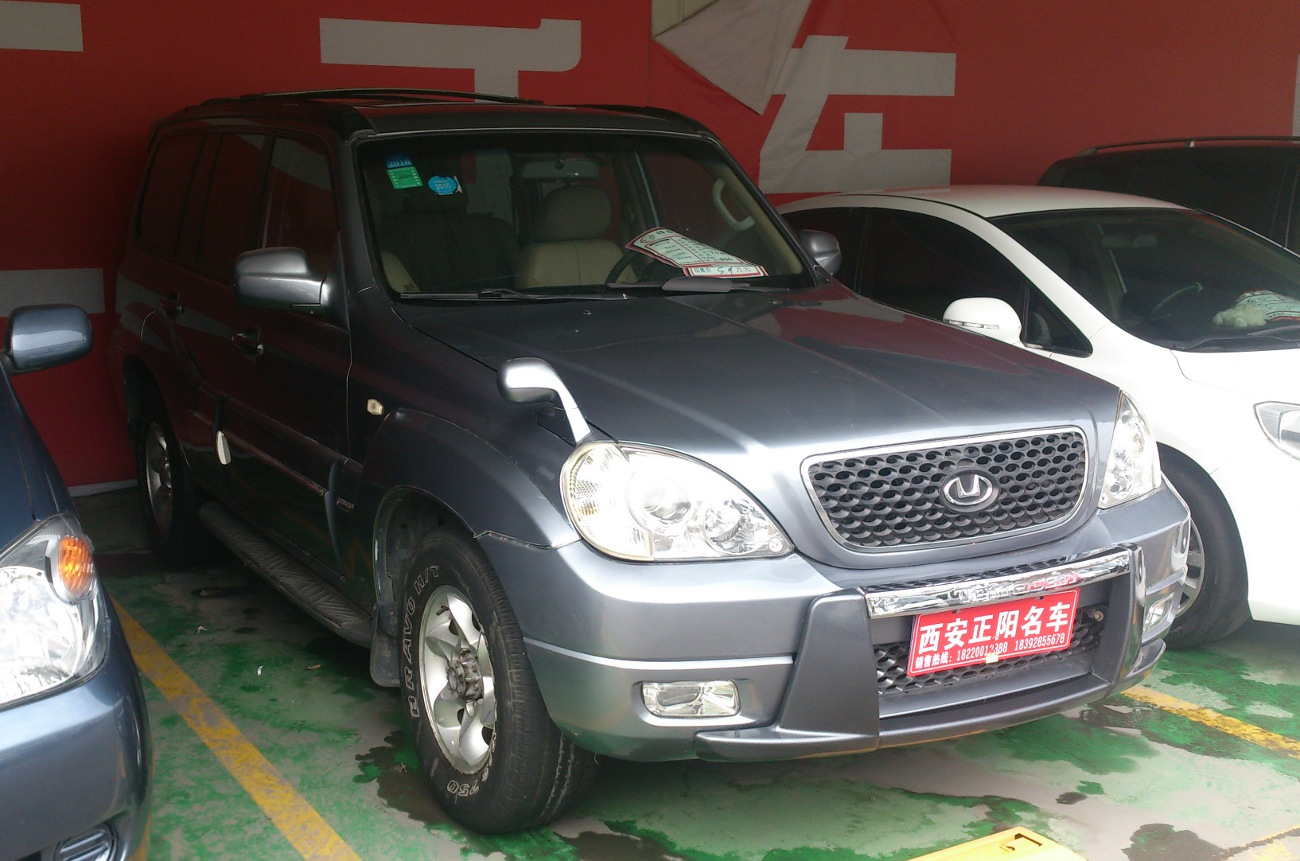
Hawtai Terracan (Китай)

### Двигатели
Некоторые автомобили Hawtai оснащаются двигателями производства SAIC Motor, но другие силовые установки, по словам производителя, являются собственными разработками совместно с VM Motori. Во Внутренней Монголии конструкция двигателей была изменена собственными силами.

## Производственные мощности
Компания Hawtai выпускает автомобили в Ордосе, Внутренней Монголии и Жунчэне. Производственная мощность основного офиса составляет 150000 автомобилей в год, во Внутренней Монголии — 300000 автомобилей в год. В 2002 году в Яньбяне был основан автобусный завод.

## Продажи
В 2013 году в Китае было продано 28812 легковых автомобилей.

### Экспорт
Компания Hawtai начала экспорт автомобилей в Анголу, Юго-Восточную Азию и страны СНГ. До 2019 года автомобили Hawtai собирались методом CKD компанией Derways. Также компания изучила возможности выпускать автомобили в зоне свободной торговли, функционировавшей в Валенсии благодаря меморандуму, подписанному мэром Испании.